# Alister Allan
Pour les articles homonymes, voir Allan.
Alister Allan, né le 28 janvier 1944 à Freuchie, est un tireur sportif britannique.

## Carrière
Alister Allan participe aux Jeux olympiques de 1984 à Los Angeles et remporte la médaille de bronze dans l'épreuve de la carabine 50 mètres trois positions. Lors des Jeux olympiques d'été de 1988, il remporte la médaille d'argent dans la même épreuve.